# Felix Tarbuk
Felix Josef Gabriel Tarbuk (* 3. August 1893 in Wien-Hietzing; † 16. Juni 1982 in Wien-Ottakring; 1904 bis 1919 Tarbuk von Sensenhorst; auch Tarbuk-Sensenhorst) war Eisenbahn-Ingenieur und österreichischer Offizier einer k.u.k.-Eisenbahnkompanie, später Oberst der Abwehr in der deutschen Wehrmacht, ab 1955 Direktor des Österreichischen Holzforschungsinstituts.

## Leben

### Familie
Tarbuk entstammte einer ursprünglich kroatischen Familie von „Militärgrenzern“ an der Militärgrenze, dem Grenzgebiet Österreichs zum osmanischen Reich am Balkan, deren Stammreihe mit Ciril Tarbuk in Tušilović begann (erwähnt 1803–1815), und war der Sohn des noch dort geborenen k.u.k. Feldmarschallleutnants Johann Tarbuk, Edler von Sensenhorst (1853–1919; Enkel des vorgenannten Ciril) und Mathilde Josefa, geb. Bayrhammer (1856–1926). Am 18. November 1904 wurde die Familie in den österreichischen Adelsstand mit Namensmehrung „Edle von Sensenhorst“ erhoben. Mit dem Adelsaufhebungsgesetz vom April 1919 ging ihnen diese wieder verloren.
Felix Tarbuk war in erster Ehe verheiratet mit Consuelo von Putti († 1926), danach ab 1939 mit Maria Seiller, geborene Grazzer (* 14. August 1892 in Triest; † 25. Dezember 1947) und schließlich ab 1962 mit Yolanta Przibil, geborene Kohany. Alle drei Ehen blieben kinderlos, allerdings adoptierte er den Sohn seiner zweiten Ehefrau, Mario Seiller-Tarbuk (* 1925). Er hatte die vier Brüder Karl, Hans, Robert und Fritz Tarbuk sowie zwei Schwestern.

### Militärische Laufbahn

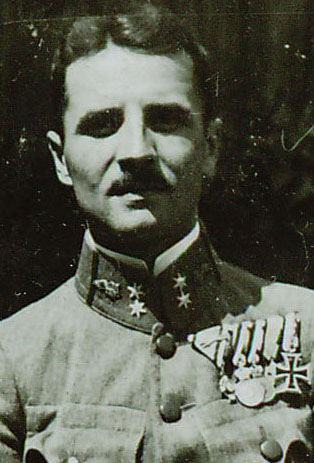
Felix Tarbuk von Sensenhorst im Jahr 1914

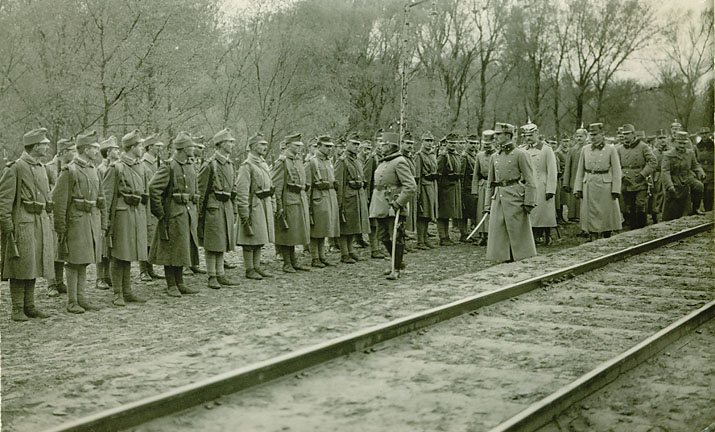
28. Eisenbahnkompanie, Besichtigung durch Kriegsminister Feldzeugmeister Freiherr von Krobatin und Oberleutnant Felix Tarbuk von Sensenhorst

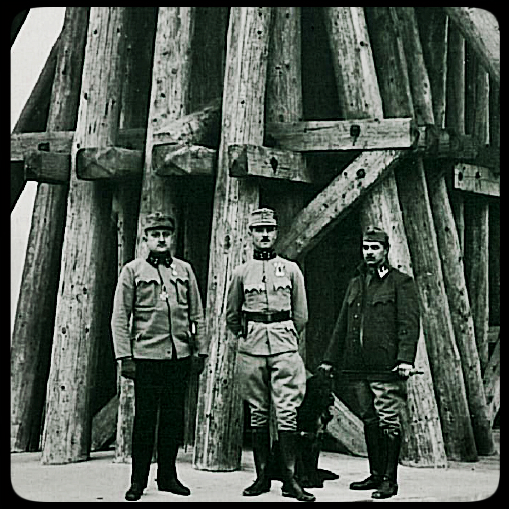
Oberleutnant Tarbuk von Sensenhorst in Belgrad-Semlin

Felix Tarbuk von Sensenhorst besuchte die Militär-Oberrealschule in Mährisch-Weißkirchen, absolvierte danach die k.u.k. Technische Militärakademie in Mödling und wurde zum k.u.k. Eisenbahnregiment ausgemustert. Er diente im Ersten Weltkrieg als Pionier-Offizier der 28. Eisenbahnkompanie und leitete 1915 unter anderem den Wiederaufbau der zerstörten Brücke über die Pruth bei Czernowitz.
Zudem arbeitete Tarbuk mit der 28. Eisenbahnkompanie an der Wiederherstellung der Eisenbahnbrücke in Zalescziki, der Save-Eisenbahnbrücke Belgrad-Semlin sowie Ende 1914 bis 1915 am Bau der Prislop-Bahn (Schmalspur mit 750-Millimeter-Spurweite, Zweigstrecke der Theresientalbahn) in den Nordkarpaten von Borșa in der Maramuresch über den Prislop-Pass (1416 Meter) in die Bukowina. Später war – dank des guten Oberbaus und der 400 Meter langen Ausweichstellen – durch diese Bahn bis 1998 eine rationelle Abfuhr der reichen Holzvorkommen gewährleistet, da die Bahn weniger Treibstoff benötigte als LKW-Transporter. Durch Unwetter wurde im Herbst 1998 der Großteil des Waldbahnnetzes zerstört und außer Betrieb genommen.
1916 erfolgte der Wiederaufbau der gesprengten Brücke über die Weichsel bei Iwangorod und schließlich 1916 bis 1917 der Bau des ersten Abschnitts von 45 Kilometern der Fleimstalbahn von Auer nach Cavalese (Trentino) mit sechs Tunnels, sieben Viadukten, acht Brücken und dem größten Schmalspur-Bahnhof der Donaumonarchie. Beim Bau waren insgesamt 6000 Mann, davon 3600 – großteils serbische – Kriegsgefangene im Einsatz. Planung und Bau dieser militärischen Bahnbauten des Ersten Weltkriegs wurden – für heutige Verhältnisse – jeweils in Rekordzeit, innerhalb weniger Wochen und Monate abgewickelt.
Nach dem Ersten Weltkrieg trat Felix Tarbuk in die Oesterreichische Nationalbank ein. Im Februar 1939 ließ er sich als Offizier reaktivieren, um einen Übertritt in die Deutsche Reichsbank und eine NSDAP-Parteimitgliedschaft zu vermeiden. Ab 1941 war er zum Amt Ausland/Abwehr im Oberkommando der Wehrmacht (OKW) unter Admiral Wilhelm Canaris abkommandiert.
Zum Kriegsdienst war er in den Jahren 1942 bis 1944 in Italien stationiert, als Abwehroffizier in der italienischen Großindustrie, im Abwehr- bzw. Front-Aufklärungs-Kommando 150 (Abwehr I, Spionage) in Rovereto. Tarbuk zählte nicht zum Widerstand, er gehörte allerdings zum weiteren Kreis der grundsätzlich eingeweihten Offiziere der Wehrmacht, die ab 1943 die Aussichtslosigkeit der militärischen Lage und die Notwendigkeit zur Schadensbegrenzung und Vermeidung unnötiger Opfer erkannt hatten.
Schließlich geriet er zu Kriegsende in Norditalien in britischer Kriegsgefangenschaft. Nach Entlassung aus der Gefangenschaft wurde Tarbuk 1947 von Politkommissaren des NKWD Roten Armee aus seiner Wohnung in Wien in die sowjetische Besatzungszone entführt. In einem Schnellgerichtsverfahren wurde er wegen angeblicher Spionage zu einer 25-jährigen Haftstrafe in einem Straflager des GULAG in Sibirien verurteilt, die er von 1947 bis zu seiner Entlassung 1955 in Workuta verbüßte. Er erlitt dort schwere Erfrierungen und gesundheitliche Schäden durch Unterernährung.
Tarbuk kehrte 1955 aus der sowjetischen Gefangenschaft nach Wien zurück und wurde Direktor des 1953 gegründeten Österreichischen Holzforschungsinstituts (heute: Holzforschung Austria) und widmete sich der Entwicklung von alternativen Motoren-Treibstoffen aus Holz und Holzvergasermotoren. Er starb 1982 in Wien und wurde mit militärischen Ehren auf dem Ober Sankt Veiter Friedhof in Wien begraben.